# Secret Warriors
Secret Warriors (en español, Guerreros Secretos) es un alias para el grupo ficticio Equipo Blanco creado por Nick Fury, un equipo de súperpoderes que aparece en los cómics estadounidenses publicados por Marvel Comics. El nombre de "Secret Warriors" también hace referencia a los miembros de otros grupos ocultos en la serie de cómics Secret Warriors y sus títulos relacionados. Equipo Blanco fue el equipo principal liderado por Nick Fury desde 2009 hasta 2011.

## Historial de publicaciones
Creado por Brian Michael Bendis y Alex Maleev, los personajes fueron presentados en Mighty Avengers # 13, y debutó como un equipo en Secret Invasion # 3, ambos publicados en 2008.
El equipo fue presentado en los asuntos de inmovilización de Secret Invasion de Mighty Avengers y luego apareció en sus propias series en curso. Esta serie fue co-graficada por Bendis con Jonathan Hickman escribiendo, y fue uno de los títulos que se lanzó como parte de la historia de Dark Reign. La serie fue promovida por una serie de contraseñas y pistas dadas en solicitudes para próximos números. Un portavoz de Marvel afirmó que más adelante se lanzarían contraseñas para el sitio web.

## Historia
Los Secret Warriors entraron en batalla por primera vez durante la invasión de la Tierra por los Skrulls. Manhattan se convirtió en una zona de guerra con grandes Skrulls devastando la ciudad. La llegada de Nick Fury y su equipo cambió el curso de la batalla suficiente para rescatar a las fuerzas combinadas de la Iniciativa y los Jóvenes Vengadores de ser asesinado por los Skrulls. Fury reunió a todos los otros héroes, junto con sus agentes y comenzó una serie de hit and run, de ataques contra las fuerzas Skrull en toda la ciudad. Tomó todos ellos solo para sacar un par de Super-Skrull a la vez. Una mejor oportunidad de derrotar a la invasión Skrull llegó a la vista del rayo de Thor llamando a todos al Central Park. Allí, el equipo se reunió con todos los otros héroes reunidos y repelieron la invasión Skrull. En el período inmediatamente posterior a la victoria de los héroes, Fury y sus agentes tomaron rápidamente su licencia y volvieron bajo tierra.
Durante el Reino Oscuro y Nick Fury, Agente de Nada, Nick Fury reveló su verdadera agenda para el equipo. HYDRA era más grande y de mayor alcance de lo que nunca se dio cuenta. Incluso tenía sus tentáculos en S.H.I.E.L.D. mientras corría él. Sin embargo, el ataque Skrull y el desmantelamiento de S.H.I.E.L.D. golpean duro a HYDRA, Furia dando la oportunidad de prepararse para una nueva guerra contra ellos mientras se reorganizan.
Con S.H.I.E.L.D. siendo reemplazado por H.A.M.M.E.R., HYDRA se movía a reclamar de tantos activos como pudo antes de que el gobierno de Estados Unidos podría, y los agentes de HYDRA sabían que iría después de la instalación de Red Worm psy-ops lo siguiente. Los Secret Warriors son necesarios para llegar allí primero para evitar a HYDRA de reclamar tal activo. HYDRA se movió demasiado rápido y el equipo llegó a ser testigo de Kraken y Gorgon de supervisar personalmente la evacuación de las instalaciones. Cuando estaban en el proceso de ejecución de dos telépatas que estaban en cerebro dañado por el acelerado proceso de ser despertado, Daisy Johnson ordenó a su equipo a mudarse. Kraken fue teletransportado con los telépatas restantes, y Gorgon se quedó atrás para luchar. Él gravemente hirió a Yo-Yo, cortándoles las dos manos.
Johnson viajó al interior de Australia, junto con Druid para reunirse con Eden Fesi, que era otro nombre en la lista de las orugas de Fury. Que estuvieron de acuerdo en unirse, con el permiso del Gateway. Fury se acercó a Dum-Dum Dugan en busca de ayuda. Dugan y muchos exagentes de S.H.I.E.L.D. habían sido privados como consecuencia de la adquisición de H.A.M.M.E.R. y formaron una compañía militar privada, Comandos Aulladores.
Fury dirigió a los Comandos Aulladores en una incursión del muelle, otra ex base de S.H.I.E.L.D. que albergaba los helitransportes. Mientras que los Comandos Aulladores y H.A.M.M.E.R. luchaban, HYDRA intervino para evitar a Fury de tomar los helitransportes. El equipo blanco llegó a la parte posterior de Fury y cambiar el rumbo, por lo que la incursión en el muelle un éxito. Las fuerzas de HYDRA se retiraron, Los Comandos Aulladores hizo con tres helitransportes y Fury, reclutaron a 3.000 agentes de H.A.M.M.E.R. a su lado.
A pesar de salvar el día, Fury mantuvo al equipo blanco en la oscuridad acerca de muchas cosas. Incluso la líder del equipo, Johnson, no tuvo la historia completa cuando preguntó. Resultó que Fury no fue el que apretó el botón de pánico para llamar a la acción en el muelle, pero Fury no proporcionaría ninguna respuesta sobre ese misterio. Del mismo modo, se suponía que la puerta de enlace por Fury corría otros equipos de Caterpillar, y por el momento, Fury se alojaba silencio sobre eso también.
Fury necesita financiación para su guerra secreta y lo consiguió de usar blanca del equipo para robar un banco encubierta siendo dirigido por HYDRA. Este acto, junto con la derrota de HYDRA en el muelle, hizo a Fury demasiado de una molestia para ignorar al Barón Strucker. Sin embargo, Strucker todavía tenía mucho hacer, así que se acercó a Norman Osborn para resolver su problema de Fury.
Osborn atrajo a J.T, Alexander Aaron y Eden Fesi en una trampa utilizando por la Viuda Negra como cebo. Phobos fue en el uso de un LMD Nick Fury como un disfraz, quedan atrapados en la trampa y expuestos. James y Eden acudieron al rescate, pero fue Ares que dieron los tres la oportunidad de escapar. Aaron era el hijo de Ares y éste estaba impresionado con la forma en que su hijo se levantó a Osborn. Esto solo fue suficiente para que consigan un breve momento antes de Osborn envió a Ares, Hawkeye (Bullseye) y agentes de H.A.M.M.E.R., después de ellos. Eden trató de teletransportarse en única de vuelta a la base secreta, pero Ares forzó la puerta abierta para permitir que las fuerzas de Osborn a seguir. El equipo blanco, incluyendo a Yo-Yo con sus nuevos brazos biónicos, encontraron luchando contra H.A.M.M.E.R., Iron Patriot, Ares y Hawkeye (Bullseye) en su propia base, que estaba pasando a través de una cuenta regresiva de autodestrucción automatizado provocada por la intrusión. El equipo blanco mantuvo a raya a las fuerzas de Osborn y escapó a través de otro portal de una de Edén, antes de explotar la base.
Mientras tanto, Fury se acercó a su viejo amigo John Garrett. Juntos, engañaron a Osborn para que los ayudara a descubrir a un agente activo de la agencia dormida del Leviathan.
El regreso de Leviathan complicó los planes de Fury, pero también brindó algunas oportunidades. HYDRA y Leviathan fueron rápidamente a la guerra, lo que le dio a Fury espacio extra y tiempo para maniobrar sus propias fuerzas. Johnson descubrió que su equipo no era el único equipo de agentes especiales a disposición de Fury. Otros dos estaban activos y operaban fuera del control directo de Fury: el equipo negro dirigido por Alexander Pierce, compuesto por las Orugas más peligrosas de la lista de Fury y encargado de observar HYDRA; y el equipo de Gray dirigido por el propio hijo de Fury, Mikel Fury, tuvo la tarea de investigar el Leviathan, que había sido una tarea aparentemente sin salida hasta hace poco. El Equipo Blanco de Johnson, aparentemente se entendió como el puño de Fury.

## Lista
Nick Fury
Fundador y líder de los Secret Warriors.
Daisy Johnson
Nombre codificado: Quake, la hija de Mister Hyde. Ella posee el poder de crear vibraciones similares a terremotos.
Alexander Aaron
Nombre codificado: Phobos, hijo de Ares. Él posee el poder de infundir miedo en los demás, y tiene pre-cognición limitada. Como miembro de la raza olímpica nacida de una mujer mortal, tiene el potencial de tener poderes "divinos" mucho mayores que su tío Hércules, pero su cuerpo "mortal" debe morir primero. Esto ocurre cuando es apuñalado por el cofre y asesinado por Gorgon.
Sebastian Druid
Nombre codificado: Druid, el hijo del Doctor Druid que ha heredado algunas de las habilidades de su padre con magia. Pronto lo ven como una responsabilidad, y Fury lo despide del equipo. Más tarde se muestra que Fury de hecho puso al druida en "Boot Camp", asignando a John Garrett para ponerlo en forma y aumentar su confianza.
Yo-Yo Rodríguez
Nombre de código: Slingshot, la hija del Griffin. Ella puede correr a una velocidad sobrehumana y rebota hasta el punto donde comenzó a correr. Recientemente fue herida severamente, con ambos brazos cortados por Gorgon, y temporalmente no pudo permanecer activa con el equipo. Sin embargo, ambos brazos ahora han sido reemplazados por prótesis tecnológicamente avanzadas que le otorgan una fuerza sobrehumana en sus manos y que ha regresado al servicio activo. Durante el combate, a menudo se la ve peleando con una jabalina retráctil.
JT Slade
Nombre clave: Hellfire, nacido James Taylor Slade, el nieto del Jinete Fantasma, es capaz de cargar objetos (especialmente una cadena) con fuego y desatar un ataque devastador. Durante New Avengers, JT se muestra como uno de los posibles reemplazos del título de Hechicero Supremo, que muestra un gran potencial mágico. En el número 16, se descubre que JT es un agente doble con Hydra, directamente con el Barón von Strucker. Durante la caída de Gehenna, Nick Fury le dice a JT que él sabe que es un traidor y lo deja caer hasta su muerte, vengando a Alexander.
Jerry Sledge
Nombre de código: Stonewall, a quien Daisy Johnson la sacó de la cárcel, donde estaba detenido por golpear a un oficial de policía. Posee una fuerza sobrehumana y la capacidad de aumentar su tamaño, mientras que su piel parece tomar una apariencia similar a la piedra. En el número 9, demostró la capacidad de cambiar la composición de su piel, convirtiéndola en metal después de que el hacha de Ares se balanceara en su pecho. Hasta ahora se había revelado muy poco sobre el personaje, pero, en el número 12, se reveló que su padre es Carl "Crusher" Creel, el Hombre Absorbente. Él trata de decirle a Reed Richards su verdadero nombre en un momento dado, pero se lo corta después de decir "Henry".
Eden Fesi
Un joven de deformación de realidad previamente bajo el cuidado y entrenamiento del mutante Gateway. Nick Fury inicialmente intentó reclutarlo a otro de sus equipos "Caterpillar", pero Gateway se negó. A partir de MARVEL NOW! relanzar, se ha unido a los Vengadores bajo el nombre de Manifold.

## En otros medios

### Televisión

#### Acción en vivo
- En la serie, Agents of S.H.I.E.L.D., en la segunda temporada, episodio S.O.S., 2.ª parte (final), Phil Coulson tiene una discusión con Daisy Johnson acerca de la creación de un equipo secreto de las personas reforzadas con el nombre en clave de "Caterpillars".[13] El equipo se menciona por primera vez, bajo el título de "Guerreros Secretos", en la tercera temporada de la serie, en el episodio "Purpose in the Machine". Elena "Yo-Yo" Rodríguez se introduce en el episodio "Bouncing Back", como una mujer Inhumana de Colombia, que lucha contra la corrupción en el sistema político de Colombia, y al final del episodio que fue reclutado por S.H.I.E.L.D., Eden Fesi se menciona en el episodio "The Inside Man", como un rehén Inhumano por la Unidad de Amenazas de Australia, antes de ser liberado por S.H.I.E.L.D., en el episodio "Paradise Lost", J.T James / Hellfire se introduce como un personaje pícaro Inhumano, que actualmente se encuentra bajo la custodia de S.H.I.E.L.D. El equipo reunido real aparece oficialmente en el episodio "The Team", con Daisy Johnson actuando como la líder y los miembros de otros Inhumanos como Lincoln Campbell, Joey Gutierrez y Elena Rodriguez. Al final del episodio, el equipo se disolvió después de que se reveló que un miembro del equipo (más tarde, reveló ser Daisy Johnson), ha sido infectado y controlado por el malvado antiguo Inhumano, Hive.[14] Desde entonces, solo Johnson y Rodríguez están todavía con S.H.I.E.L.D., como Gutiérrez ha dado la espalda a la organización, regresó a su vida anterior, mientras que Campbell, murió en el episodio "Ascension", derrotando a Hive en el espacio.

#### Animación
- En la serie animada, Los Vengadores: Los héroes Más Poderosos del Planeta, una versión del equipo aparece por primera vez en el episodio "¿En quién confías?" como parte de una adaptación continua de la serie, Invasión Secreta en lo arco de la historia. Esta encarnación es dirigida por Nick Fury, y se compone de Quake, Viuda Negra y Mockingbird. Al igual que en los cómics, los Guerreros Secretos se forman en respuesta a la creciente amenaza de la invasión por el Imperio Skrull. Poco sabe el resto del equipo saben que Mockingbird había sido capturada y reemplazada por la reina Skrull, Veranke.